# سيتي غيرلز
سيتي غيرلز (بالإنجليزية: City Girls)‏ هو ثنائي راب أمريكي من ميامي، فلوريدا يتألف من يونغ ميامي (Yung Miami) واسمها كاريشا روماكا برونل (Caresha Romeka Brownlee) (ولدت في 11 فبراير 1994) وجي تي (JT) واسمها جاتافيا شاكارا جونسون  (Jatavia Shakara Johnson) (ولدت في 3 ديسمبر 1992). اسم المجموعة مستمد من الاسم حيين هما أوبا لوكا وليبرتي سيتي، والذي وصفتها مجلة كومبلكس بأنها «اثنين من أكثر الأحياء قسوة في ميامي، فلوريدا».